# Alysia Reiner
Alysia Reiner (Gainesville, 21 de julio de 1970) es una actriz y productora de cine estadounidense, reconocida principalmente por interpretar el papel de Natalie "Fig" Figueroa en la popular serie de Netflix Orange Is the New Black (2013–2019), por el que ganó un Premio del Sindicato de Actores.

## Filmografía

### Cine
| Año  | Títul                        | Papel                | Notas      |
| ---- | ---------------------------- | -------------------- | ---------- |
| 1999 | Row Your Boat                |                      |            |
| 1999 | The Stand-In                 |                      |            |
| 2000 | Little Pieces                |                      |            |
| 2001 | Kissing Jessica Stein        |                      |            |
| 2002 | Hourly Rates                 | Gail                 |            |
| 2004 | Sideways                     | Christine Erganian   |            |
| 2004 | The Three Body Problem       | Nina                 | Corto      |
| 2005 | One Last Thing...            | Tai Uhlmann          |            |
| 2006 | A-List                       | Reportera            |            |
| 2006 | Cycle Unknown                | Marie                | Corto      |
| 2006 | The Narrow Gate              | Rachel               |            |
| 2007 | Arranged                     | Leah                 |            |
| 2007 | Schooled                     | Luna Hill            |            |
| 2008 | The Peppermint Tree          | Laura                |            |
| 2009 | The Vicious Kind             | Samantha             |            |
| 2009 | The Jacket                   | Joan                 | Corto      |
| 2009 | Speed Grieving               | Malia                | Corto      |
| 2012 | Backwards                    | Meghan               |            |
| 2012 | Delivering the Goods         | Chef                 |            |
| 2013 | King Theodore Live           | Jordyn               | Corto      |
| 2014 | That Awkward Moment          | Amanda               |            |
| 2014 | The Story of Milo & Annie    | Mercedes             | Corto      |
| 2014 | Kelly & Cal                  | Trish                |            |
| 2014 | Fort Tilden                  | Madre de Cobble Hill |            |
| 2014 | The Story of Milo & Annie    | Mercedes             | Corto      |
| 2014 | Revenge of the Green Dragons | Reportera            |            |
| 2014 | 5 Flights Up                 | Blue Leggings        |            |
| 2014 | Primrose Lane                | Theodocia            |            |
| 2014 | The Girl in the Book         | Entrevistadora       |            |
| 2014 | No Letting Go                | Lisa                 |            |
| 2015 | Ava's Possessions            | Noelle               |            |
| 2015 | The Networker                | Beth                 |            |
| 2015 | The Other Side               | Rivka                |            |
| 2016 | Equity                       | Samantha Ryan        | Productora |
| 2017 | The Female Brain             | Erin                 |            |
| 2018 | Egg                          | Tina                 |            |

### Televisión
| Año           | Título                            | Papel                  | Notas        |
| ------------- | --------------------------------- | ---------------------- | ------------ |
| 1999          | Law & Order                       | Gretchen Stewart       | 1 episodio   |
| 2002          | The Drew Carey Show               | Sally                  | 1 episodio   |
| 2002          | Law & Order: Special Victims Unit | Cindy Kerber           | 1 episodio   |
| 2003          | Law & Order: Criminal Intent      | Leslie Hurst           | 1 episodio   |
| 2004          | The Jury                          | Dra. Ainsley Solomon   | 1 episodio   |
| 2006          | The Sopranos                      | Linda Vaughn           | 1 episodio   |
| 2006          | Love Monkey                       | Megan                  | 1 episodio   |
| 2008          | The Starter Wife                  | Cindy                  | 2 episodios  |
| 2009          | Law & Order: Criminal Intent      | Paula O'Keefe          | 1 episodio   |
| 2009          | White Collar                      | Mánager                | 1 episodio   |
| 2009          | 30 Rock                           | Agente                 | 1 episodio   |
| 2010          | Law & Order: Criminal Intent      | Michelle Linden        | 1 episodio   |
| 2010          | Law & Order                       | Amy Felner             | 1 episodio   |
| 2011          | Blue Bloods                       | Hannah                 | 1 episodio   |
| 2012          | The Exes                          | Cindy                  | 1 episodio   |
| 2013–presente | Orange Is the New Black           | Natalie "Fig" Figueroa | 35 episodios |
| 2014          | Hawaii Five-O                     | Agente Chapman         | 1 episodio   |
| 2014          | How to Get Away with Murder       | Wendy Parks            | 5 episodios  |
| 2015          | Bones                             | Amelia Minchin         | 1 episodio   |
| 2016          | Unforgettable                     | Joyce Chen             | 1 episodio   |
| 2016          | The Mysteries of Laura            | Liz Walters            | 1 episodio   |
| 2016          | Rosewood                          | Lilian Izikoff         | 2 episodios  |
| 2016–17       | Better Things                     | Sunny                  | 8 episodios  |
| 2016          | Masters of Sex                    | Anita                  | 1 episodio   |
| 2016          | Search Party                      | Trina                  | 2 episodios  |
| 2017          | Chopped                           | Ella misma             | 1 episodio   |
| 2017          | Younger                           | Louise                 | 1 episodio   |
| 2018          | The Deuce                         | Kiki Rains             | 6 episodios  |
| 2018          | The Blacklist                     | Judge Sonia Fisher     | 1 episodio   |
| 2018          | Butterbean's Cafe                 | Sra. Marmalady         | 4 episodios  |
| 2021          | Ms. Marvel                        |                        |              |